# Clément Lagain
Pas d'image ? Cliquez ici

a Compétitions nationales et continentales officielles uniquement.

Dernière mise à jour le 25 janvier 2024.
Clément Lagain, né le 2 juin 1990, est joueur français de rugby à XV qui évolue au poste d'ailier au sein de l'effectif de l'US Colomiers.

## Biographie
Clément a grandi dans le village de Saint-Jean-de-Marsacq (Landes). Il a commencé le rugby à l'école de rugby de Tyrosse, où il joua avec Thibaut Visensang et Walter Desmaison, et où il termina 2e au tournoi de La Rochelle en benjamin avec Paul Bonnemayre.
Il réussit deux très bonnes années cadets, avec un 16e de finale et un 8e de finale du Championnat de France Alamercery.
Il signe après cela à l'Aviron Bayonnais en même temps que son grand frère.
Après plusieurs années en junior et en espoir, il dispute son premier match en Top 14 à Perpignan en 2009, et en disputera plusieurs lors de cette saison.
En 2020, à la suite de la crise financière qui a affecté le monde du rugby, il quitte le monde professionnel pour se reconvertir dans la menuiserie.

## Carrière

### En club
- jusqu'en 2006 US Tyrosse
- 2006-2012 Aviron Bayonnais
- 2012-2021 US Colomiers
- 2021-2023 TOEC TOAC FCT

### En équipe nationale
- International en équipe de France des moins de 18 ans
- Depuis 2009 (16 sélections) avec l'équipe de France des moins de 20 ans.
- participation au Tournoi des six nations des moins de 20 ans 2009
- Vainqueur du Tournoi des six nations des moins de 20 ans 2010
- Il participe au Championnat du monde juniors de rugby à XV 2009 et 2010 avec l'équipe de France des moins de 20 ans.